# Pädagogium
Pädagogium (von griechisch παῖς pais „Knabe“, „Kind“ und ἄγειν agein „führen“) ist der historische Ausdruck für eine schulische Bildungseinrichtung mit überdurchschnittlichen Leistungsanforderungen.

## Geschichte
Das Pädagogium Stettin bestand von 1543 bis 1667 und von 1610 bis 1817 das Paedagogeum und Gymnasium illustre in Bremen. 1695 gründete August Hermann Francke in Halle (Saale) ein Pädagogium als Bildungs- und Erziehungsanstalt, die er zunächst für junge Adlige vorsah.
Die Bezeichnung Pädagogium wurde Begriff für weitere Erziehungsanstalten mit zunächst elitärem Zuschnitt.

## Historische und heutige Pädagogia (Auswahl)
- Schulstiftung Pädagogium Baden-Baden, private Internatsschule, gegründet 1887
- Internatsgymnasium Pädagogium Bad Sachsa von 1890
- Pädagogium in Basel von 1589, seit 1930 Humanistisches Gymnasium, seit 1997 Gymnasium am Münsterplatz.
- Goethe-Pädagogium in Berlin bis etwa 1950, bekannter Schüler war der deutsche SPD-Politiker Dieter Schwäbl.
- Paedagogeum und Gymnasium illustre in Bremen, 1610 bis 1817
- Pädagogium Bützow, 1760 bis 1780
- Pädagogium Mungenas in Bad Fredeburg seit 1947, seit 1967 Internat Fredeburg
- Pädagogium Godesberg, 1883 als evangelisches Pädagogium gegründet, seit 1937 Pädagogium Godesberg Otto-Kühne-Schule, heute Otto-Kühne-Schule Godesberg (PÄDA)
- Pädagogium Göttingen von 1542 bzw. 1586 bis 1736 im ehemaligen Paulinerkloster, danach in der Universität Göttingen aufgegangen.
- Pädagogium im Paulinerkloster in Göttingen um 1586. Seit (bis heute) 4. Oktober 1947 Max-Planck-Gymnasium, zuvor „Staatliches Gymnasium“ und „Königliches Gymnasium“.
- Pädagogium der Franckeschen Stiftungen in Halle, 1695 als Erziehungs- und Bildungsanstalt für Kinder aus dem Adel und dem reichen Bürgertum gegründet.
- Kurfürstliches Pädagogium in Heidelberg von 1546 bis 1623, dann Jesuitenkolleg, 1808 Großherzoglich Badisches Vereinigtes Gymnasium zu Heidelberg, 1837 Lyceum als humanistisches Gymnasium
- Pädagogium Ilfeld
- Pädagogium Lörrach, seit 1715 fürstliches Pädagogium, seit 1926 Hebel-Gymnasium Lörrach
- Pädagogium zum Kloster Unser Lieben Frauen seit 1718, seit 1928 Domgymnasium Magdeburg
- Pädagogium Putbus von 1836 bis 1941
- Pädagogium Stettin, Fürstliches Pädagogium Stettin von 1543 bis 1667, aus dem 1869 das Marienstiftsgymnasium hervorging.
- Pädagogium Schweina gegründet 1853 als Pädagogisches Institut, später auch Pädagogium Bad Liebenstein, seit 1945 Oberschule, 1969 EOS, 1991 Gymnasium, seit 2007 im Staatlichen Dr.-Sulzberger-Gymnasium Bad Salzungen.
- Königliches Pädagogium Züllichau an der Oder (heute Sulechów), gegründet 1762 von Gotthelf Samuel Steinbart (Steinbart'sche Erziehungs- und Unterrichtsanstalten)